# 固有背景法
固有背景法（こゆうはいけいほう、EigenBackground）は、1枚の画像を1つのベクトル（100万画素のグレースケール画像の場合、100万次元のベクトル）とみなして十分次元の低い背景の部分空間を学習し、その空間へある観測画像を投影・逆投影することにより、前景物体を含まない背景画像を生成する手法である。